# FAB 1

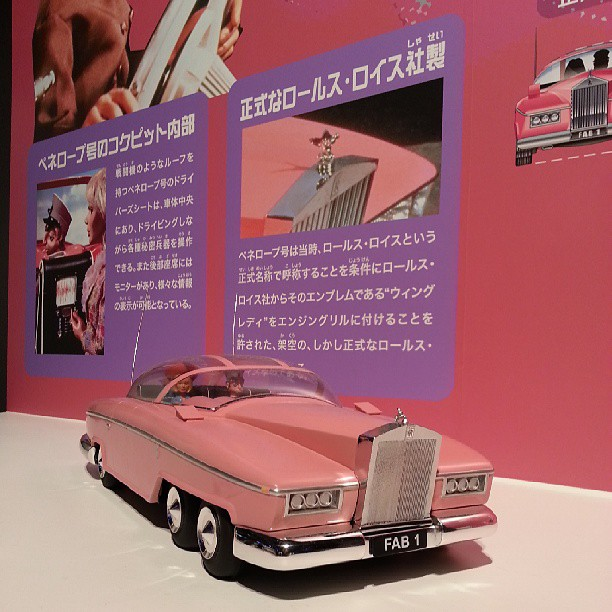
Rolls-Royce FAB 1 (1960s) of Lady Penelope, Thunderbirds Exhibition in Miraikan, Tokyo, 2013

Lady Penelopes FAB 1 (FAB = englische Abkürzung für fabulous, als PKW-Kennzeichen) ist der fiktive rosarote Luxus-Pkw aus der britischen Science-Fiction-Fernsehserie Thunderbirds. Das auffällig auffällige „Fabmobile“ mit zwei Vorderachsen ist das wichtigste Einsatzmittel der International Rescue-Geheimagentin und ihres Butlers und Chauffeurs, Aloysius Parker. Die erste auf einem Rolls-Royce basierende Version des FAB 1 spielte sowohl in der Fernsehserie als auch den beiden Spielfilmadaptionen Feuervögel startbereit (1966) und Thunderbird 6 (1968) eine Rolle. 
Für den Spielfilm Thunderbirds von 2004 wurde ein neuer FAB 1 designt, der jedoch nicht mehr an einen Rolls-Royce angelehnt ist, sondern einen gleichnamigen Ford Thunderbird "Retro" von 2002.

## Technische Daten FAB 1, erste Version
- Basismodell: Rolls-Royce
- Baujahr: 1965
- Höchstgeschwindigkeit: 320 km/h (200 Meilen) auf dem Land, 93 km/h (58 mph) auf dem Wasser
- Bewaffnung: Maschinengewehre, Lasergewehre, Raketenabschussvorrichtung, Anlage zur Erzeugung eines Rauchschleiers, Vorrichtung zur Erzeugung eines Ölfilms auf Fahrbahnen
- Verteidigungsvorrichtungen: Kugelsicheres Panzergehäuse
- Antrieb: Modifizierte Rolls-Royce-Gasturbine
- Gewicht: 3 Tonnen
- Länge: 6,4 m (21 Fuß)
- Breite: 2,4 m (8 Fuß)

## Technische Daten FAB 1, zweite Version

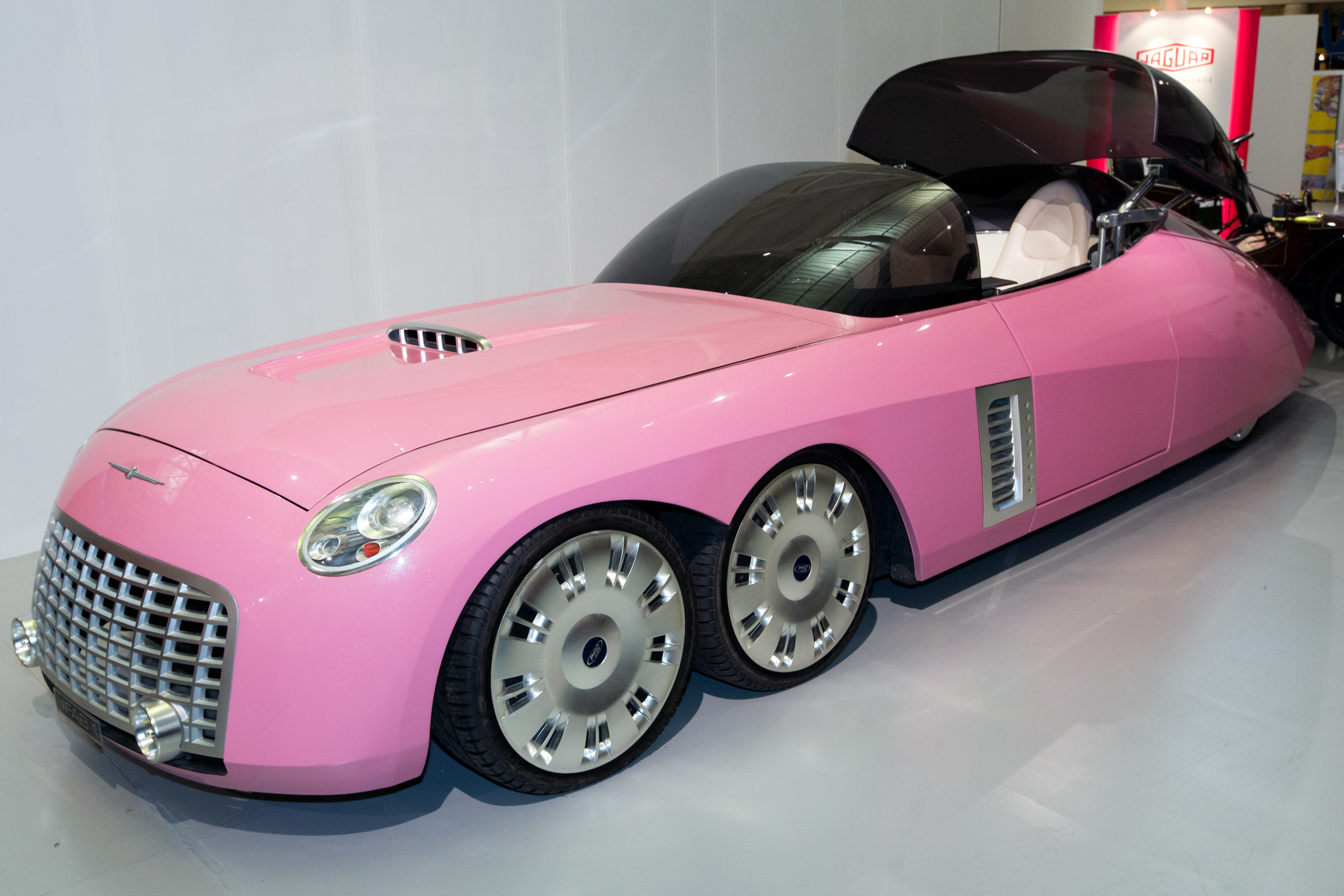
FAB 1 front-left2 Heritage Motor Centre, Gaydon

- Höchstgeschwindigkeit: 320 km/h (200 mph) auf dem Land, 190 km/h (120 mph) auf dem Wasser, 9115 km/h (5664 mph) in der Luft
- Miniguns, hitzesuchende Raketenwerfer, Torpedorohre
- Antrieb: Jetgasturbine, Luftkissenauftrieb
- Energieerzeugung: Atomreaktor
- Länge: 7,9 m (26 Fuß)
- Breite: 2,1 m (7 Fuß)
- Höhe: 1,7 m (5,5 Fuß)

## Aussehen
Der FAB 1 der Fernsehserie ist ein rosa- bzw. pinkfarbener sechsrädriger Pkw mit einer Doppelvorderachse, einer Glashaube und einer voluminösen Motorraumhaube mit einem Roll-Royce-Kühlergrill. Der Fahrersitz ist zentriert; Lady Penelope sitzt hinten rechts auf der Sitzbank. Das kugelsichere Glasdach kann teilweise zurückgefahren werden. Konstruiert wurde das Fahrzeug von Brains, dem Ingenieur von International Rescue. Es besitzt analog zu Tragflügelbooten Vorrichtungen für Fahrten auf dem Wasser oder Schnee.
Für die Fernsehserie wurden Modelle in mehreren Größen für verschiedene Kameraeinstellungsgrößen angefertigt. Das größte Modell war 2,1 m lang und kostete 1964 ₤ 2500. Für Großaufnahmen wurde ein originaler Rolls-Royce-Kühlergrill benutzt.
Der FAB 1 des Spielfilms von 2004 ist wesentlich schlanker und aerodynamischer designt und besitzt, da flugfähig, ausfahrbare Flügel; die Glaskuppel ist abgedunkelt.
Von beiden Typen wurden fahrtüchtige Replikamodelle angefertigt. Das 1966 gebaute Exemplar des ersten FAB 1 befindet sich seit 2013 im Dezer Car Museum in Miami, Florida. Der Ford-Nachbau wird gegenwärtig im Heritage Motor Centre in Warwickshire ausgestellt.